# Flamboree
Flamboree, een samentrekking van Flandre Jamboree, is een internationaal kamp (Jamboree) in Vlaanderen voor Scouts en Gidsen vanuit de hele wereld. Het wordt georganiseerd door Scouts en Gidsen Vlaanderen.

## Edities
De eerste editie van dit kamp vond plaats in 2003 op het scoutsdomein De Kluis in Sint-Joris-Weert. Ook de tweede editie vond daar plaats.
| # | Datum                          | Aantal deelnemers | Plaats           | Thema             |
| - | ------------------------------ | ----------------- | ---------------- | ----------------- |
| 1 | 2003 30 juli - 9 augustus      | 1240              | Sint-Joris-Weert | Grenzen Verleggen |
| 2 | 2009 29 juli - 8 augustus 2009 | 1500              | Sint-Joris-Weert |                   |